# Sobre a Questão Judaica
"Sobre a Questão Judaica" (em alemão: "Zur Judenfrage") é um ensaio de Karl Marx escrito no outono de 1843. É uma das primeiras tentativas de Marx de lidar com categorias que seriam chamadas mais tarde de Materialismo histórico, a concepção materialista da história.
O ensaio critica dois estudos sobre a tentativa dos judeus de conseguir emancipação política na Prússia de autoria de outro jovem hegeliano, Bruno Bauer. Bauer argumentou que os judeus somente poderiam atingir a emancipação política se renunciassem a sua consciência religiosa particular, uma vez que a emancipação política requer um estado secular, que ele assume não deixar muito "espaço" para identidades sociais como a religião. De acordo com Bauer, as demandas religiosas são incompatíveis com a ideia de "Direitos do Homem." A emancipação política verdadeira, para Bauer, requer a abolição da religião.
Marx usa o ensaio de Bauer como uma oportunidade para a sua própria análise dos direitos liberais. Marx argumenta que Bauer está equivocado na sua suposição de que em um "estado secular" a religião não iria desempenhar um papel proeminente na vida social, e, como exemplo, refere-se à persistência da religião nos Estados Unidos, que, ao contrário da Prússia, não tinha religião de Estado. Na análise de Marx, o "estado secular" não está em oposição à religião, na verdade a pressupõe. A remoção das qualificações de cidadãos relacionadas à religião ou à propriedade não significava a abolição da religião ou da propriedade, apenas introduzia uma nova forma de ver o cidadão desconexo dessas coisas.
Nessa nota Marx vai além da questão da liberdade religiosa em direção à sua preocupação maior — a análise de Bauer da "emancipação política." Marx conclui que enquanto indivíduos podem ser 'espiritualmente' e 'politicamente' livres em um estado secular, eles ainda podem estar presos à restrições materiais sobre a sua liberdade pela desigualdade de renda, uma suposição que iria formar mais tarde de sua crítica ao capitalismo.

## Emancipação política e humana
No ponto de vista de Marx, Bauer falha em distinguir emancipação política e humana: como assinalado acima, a emancipação política em um Estado moderno não requer que os judeus (ou os cristãos, por esse motivo) renunciem à religião; apenas a emancipação humana completa envolveria o desaparecimento da religião, mas isso ainda não seria possível, não "na ordem mundial ora existente".
Na segunda parte do ensaio (que é significativamente mais curta, no entanto uma das mais discutidas e citadas atualmente), Marx questiona a análise "teológica" de Bauer do judaísmo e sua relação com o cristianismo. Bauer afirmara que a renúncia da religião seria especialmente difícil para os judeus, uma vez que judaísmo é, a seu ver, um estágio primitivo no desenvolvimento do cristianismo; assim, para alcançar a liberdade através da renúncia da religião, os cristãos teriam que atravessar apenas um estágio, enquanto os judeus teriam de atravessar dois. Em resposta a isso, Marx argumenta que a religião judaica não precisa ter todo o significado que assume na análise de Bauer, porque ela é apenas um reflexo da vida econômica dos judeus. Esse é o ponto de partida de um argumento complexo e um tanto metafórico que parte do estereótipo do judeu como um "trambiqueiro" financeiramente hábil e estabelece uma conexão entre o judaísmo enquanto religião e a economia da sociedade burguesa contemporânea. Dessa forma, a religião judaica não apenas não precisaria desaparecer naquela sociedade, como argumenta Bauer, mas é na verdade parte natural dela. Tendo equacionada figurativamente o "judaísmo prático" com "trambicagem", Marx conclui que "os cristãos tornaram-se judeus"; e, em última instância, é a humanidade (tanto cristãos quanto judeus) que necessita se emancipar do judaísmo ("prático"). Excertos desse trecho do ensaio são frequentemente citados como prova do antissemitismo de Marx. Para análises deste tipo, ver a seção Interpretações.

## Publicações de Marx relacionadas ao ensaio
Zur Judenfrage foi primeiramente publicado por Marx e Arnold Ruge em Fevereiro de 1844 no Deutsch–Französische Jahrbücher. De dezembro de 1843 a outubro de 1844, Bruno Bauer publicou o mensal Allgemeine Literatur-Zeitung (Gazeta Literária Geral) em Charlottenburg (hoje Berlim). Nele, ele respondeu às críticas feitas aos seus próprios ensaios sobre a questão judaica feitas por Marx e outros. Então, em 1845, Friedrich Engels e Marx publicaram a polêmica crítica dos Jovens Hegelianos intitulada Sagrada Família. Em partes do livro, Marx novamente apresentou sua visão, distinta da de Bauer, sobre a questão judaica e a emancipação política e humana.
Uma tradução francesa apareceu em 1850 em Paris no livro 'Qe'est-ce que la bible d'apres la nouvelle philosophie allemand, de Hermann Ewerbeck.
Em 1879, o historiador Heinrich von Treitschke publicou o artigo Unsere Aussichten (Nossos Prospectos), no qual ele demandou que os judeus fossem assimilados à cultura germânica e descreveu os imigrantes judeus como uma ameaça à Alemanha. Esse artigo inflamaria uma controvérsia, à que o jornal Sozialdemokrat, editado por Eduard Bernstein, reagiu republicando quase a totalidade da segunda parte de Zur Judenfrage em junho e e julho de 1881.
O ensaio foi republicado na íntegra em outubro de 1890 no Berliner Volksblatt, então editado por Wilhelm Liebknecht.
Uma tradução para a língua inglesa de Zur Judenfrage foi publicada juntamente com outros artigos de Marx em 1959 sob o título "A World Without Jews". O editor, Dagobert D. Runes, tinha a intenção de revelar o alegado antissemitismo de Marx. Essa edição é criticada porque o leitor não é informado que seu título não da autoria de Marx e por distorções no texto.

## Interpretações
Osvaldo Coggiola não vê fundamento na acusação de antissemitismo, usada como forma de desqualificar um discurso que na realidade está vinculado à compreensão das relações entre religião e poder, já que Marx critica todas as formas de religião, e não apenas o judaísmo. Apesar disso, muitos autores afirmam isso como uma forma de desviar de sua crítica fundamental sobre as relações de poder e exploração por parte das classes dominantes.[carece de fontes?]
Hyam Maccoby tem argumentado que o antissemitismo de Marx se manifesta primeiramente no seu ensaio de 1843, "Sobre a Questão Judaica." Nele Marx argumenta que o mundo moderno comercializado é o triunfo do judaísmo, uma pseudo-religião cujo deus é o dinheiro. Maccoby sugere que Marx ficava constrangido por causa das suas origens judias e usava os judeus como um "yardstick of evil." Em anos posteriores, o antissemitismo de Marx era na sua maior parte limitado a cartas e conversas privadas por causa da forte identificação pública com o antissemitismo que tinham seus inimigos políticos tanto à esquerda (Pierre-Joseph Proudhon e Mikhail Bakunin) e à direita (a aristocracia e a Igreja). Bernard Lewis encontrou muitas indicações de linguagem antissemita nos trabalhos posteriores de Marx.
Abram Leon, no seu livro The Jewish Question (publicado em 1946) examina a história dos judeus de um ponto de vista materialista. De acordo com Leon, o ensaio de Marx afirma que “não é necessário começar pela religião para explicar a história judaica; pelo contrário: a preservação da religião ou nacionalidade judaica pode ser explicada somente pelo 'judeu real', isto é, pelo judeu no seu papel econômico e social”.
Isaac Deutscher (1959) compara Marx com Elisha ben Abuyah, Bento de Espinosa, Heinrich Heine, Rosa Luxemburgo, Leon Trotsky, e Sigmund Freud, todos tidos por ele como hereges que transcendem o judaísmo, e no entanto ainda pertencendo à tradição judaica. De acordo com Deutscher, a “ideia de socialismo e de sociedade sem classes ou estado” de Marx expressada no ensaio é tão universal como a ética e o Deus de Spinoza.
Shlomo Avineri (1964), enquanto considera o antissemitismo de Marx como um fato amplamente reconhecido, assinala que a crítica filosófica de Marx sobre a emancipação judaica não o teria levado a rejeitar a emancipação como um objetivo político imediato. Em uma carta a Arnold Ruge, escrita em março de 1843, Marx escreve que ele tinha a intenção de apoiar uma petição dos judeus à Assembléia Provincial. Ele explica que apesar do fato dele detestar o judaísmo como religião, ele também permanece não convencido da visão de Bauer (de que os judeus não deveriam ser emancipados antes de abandonarem o judaísmo, ver acima).
No seu livro Por Marx (1965), Louis Althusser afirma que “em Sobre a Questão Judaica, Crítica da Filosofia do Direito de Hegel, etc., e até geralmente em Sagrada Família (…) Marx estava meramente aplicando a teoria da alienação, isto é, a teoria da 'natureza humana' de Feuerbach, à política e às atividades concretas do homem, antes de estendê-la (em grande parte) à economia política nos Manuscritos”. Ele se opõe a uma tendência que considera que o “Capital não é mais lido como Sobre a Questão Judaica, Sobre a Questão Judaica é lido como se fosse o Capital”. Para Althusser, o ensaio “é um texto profundamente 'ideológico'", “comprometido com a luta pelo comunismo”, mas sem ser marxista; “então ele não pode, teoricamente, ser identificado com os últimos textos que definiriam o materialismo histórico”.
David McLellan, no entantor, tem argumentado que "Sobre a Questão Judaica" deve ser compreendido em termos do debate de Marx com Bruno Bauer a respeito da natureza da emancipação política na Alemanha. De acordo com McLellan, Marx usou a palavra "Judentum" no seu sentido coloquial de "comércio" para argumentar que os alemães sofrem de capitalismo e devem ser dele emancipados. A segunda metade do ensaio de Marx, conclui McLellan, deve ser lido como "um trocadilho estendido às custas de Bauer.".
Hal Draper (1977) observou que a linguagem da Parte II de Sobre a Questão Judaica seguiu a visão do papel dos judeus dado no ensaio On the Money System do judeu socialista Moses Hess .
Stephen Greenblatt (1978) compara o ensaio com a peça de Christopher Marlowe, The Jew of Malta. De acordo com Greenblatt, “ambos os escritores esperam trazer atenção à atividade vista como alienígena e ainda assim central para a vida da comunidade e dirigir a ela o sentimento antissemita da audiência”. Greenblatt está atribuindo a Marx uma “afiada, até histérica, negação do seu background religioso”.
Y. Peled (1992) vê Marx transpondo o debate sobre a emancipação judaica do plano teológico para o plano sociológico, assim limitando um dos principais argumentos de Bauer. No ponto de vista de Peleds, isso foi uma resposta menos que satisfatória a Bauer, mas permitiu a Marx apresentar suas próprias ideias sobre a emancipação enquanto, ao mesmo tempo, deslanchava sua crítica à alienação econômica. Ele conclui que os avanços filosóficos de Marx foram uma consequência do seu comprometimento com a emancipação judaica, e a ela integralmente relacionados.
Outros argumentam que Sobre a Questão Judaica é primariamente uma crítica dos direitos liberais em vez de uma crítica ao judaísmo e que passagens aparentemente antissemíticas devem ser lidas nesse contexto.
Para o sociólogo Robert Fine (2006) o ensaio de Bauer “ecoava a representação geralmente preconceituosa do judeu como ‘mercador’ e ‘moneyman’”, enquanto que “o alvo de Marx era defender o direito dos judeus de completa emancipação civil e política (isto é, a posse de direitos civis e políticos iguais) junto com todos os outros cidadãos alemães”. Fine argumenta que “a linha de ataque que Marx adota não não tem o intuito de contrastar o rude estereótipo que Bauer tem dos judeus com a real situação dos judeus na Alemanha atual”, mas sim o de “revelar que Bauer não tinha a menor noção da natureza da democracia moderna”.
Enquanto o sociólogo Larry Ray em sua resposta (2006) reconhece a leitura de Fine do ensaio como uma irônica defesa da emancipação judaica, ele assinala a polivalência da linguagem de Marx. Ray traduz uma frase de Zur Judenfrage e a interpreta como um oposição assimilacionista “na qual não há espaço dentro da humanidade emancipada para os judeus como uma identidade étnica ou cultural separada”, e que advoga “uma sociedade em que a diferença, tanto cultural como econômica é eliminada”. Aqui Ray enxerga Marx em uma “linha de pensamento esquerdista que tem se mostrado incapaz de abordar formas de opressão não diretamente ligadas à classe social”.